# وکیل‌آباد (پاسارگاد)
وکیل‌آباد (پاسارگاد)، روستایی از توابع بخش مرکزی شهرستان پاسارگاد در استان فارس ایران است.

## جمعیت
این روستا در دهستان کمین قرار دارد و براساس سرشماری مرکز آمار ایران در سال ۱۳۸۵، جمعیت آن ۹۰ نفر (۲۶خانوار) بوده‌است.